# District de Komló
Le district de Komló (en hongrois : Komlói járás) est un des 10 districts du comitat de Baranya en Hongrie. Créé en 2013, il rassemble 20 localités dont une ville, Komló, le chef-lieu du district.
Cette entité existait déjà sous ce nom entre 1950 et 1952 puis 1978 et 1983.

## Localités
| Nom             | Statut         | Superficie (km²) | Population (2013) |
| --------------- | -------------- | ---------------- | ----------------- |
| Komló           | Ville          | 46,55            | 24 066            |
| Szászvár        | Grande-commune | 21,17            | 2 407             |
| Bikal           | Commune        | 17,03            | 767               |
| Bodolyabér      | Commune        | 9,09             | 237               |
| Egyházaskozár   | Commune        | 24,31            | 811               |
| Hegyhátmaróc    | Commune        | 7,59             | 140               |
| Kárász          | Commune        | 8,02             | 322               |
| Köblény         | Commune        | 8,04             | 214               |
| Liget           | Commune        | 12,07            | 382               |
| Magyaregregy    | Commune        | 26,81            | 733               |
| Magyarhertelend | Commune        | 16,16            | 620               |
| Magyarszék      | Commune        | 13,86            | 1 056             |
| Mánfa           | Commune        | 27,70            | 798               |
| Máza            | Commune        | 10,69            | 1 222             |
| Mecsekpölöske   | Commune        | 7,31             | 390               |
| Oroszló         | Commune        | 6,12             | 308               |
| Szalatnak       | Commune        | 10,28            | 317               |
| Szárász         | Commune        | 5,98             | 35                |
| Tófű            | Commune        | 4,34             | 123               |
| Vékény          | Commune        | 9,36             | 136               |